# 曇無讖
曇無讖（梵文：Dharmakṣema，385年—433年/439年?），又音譯為曇摩懺、曇無懺，意譯竺法豐 (据《梵和大辞典》kṣema 意為安穩、安樂)，中天竺人（《魏書》說他是罽賓人），南北朝佛教高僧、譯經家，是涅槃宗的始祖。

## 生平
曇無讖，中天竺國人。六歲時父死，獨與母居。見沙門(和尚)達摩耶舍。以讖為其弟子。習學小乘。後遇白頭禪師遂業大乘。至年二十，誦大小乘經二百餘萬言。讖從兄善能調象，讖明解呪術，所向皆驗，西域號為「大呪師」。讖后往罽賓，欲演大乘，彼國不合，乃東適龜茲(音丘慈)，頃之，復進到姑臧，止於傳舍，慮失經本，枕之而寢。有人牽之在地，讖警覺，謂是盜者。如此三夕。聞空中語曰：「此如來解脫之藏，何以枕之？」讖乃慚悟，別置高處。夜有盜之者，數過提舉，竟不能動。明旦讖持經去，不以為重。盜者見之，謂是聖人，悉來拜謝。
敦煌此時被河西王沮渠蒙遜攻下，曇無讖受到沮渠蒙遜的保護，開始譯經。沮渠蒙逊尊为国师，并将军国大計与之商讨。

### 沮渠蒙遜殺曇無讖
關於沮渠蒙遜殺曇無讖的原因有兩種說法。

#### 魏書與北史
北魏太延五年(公元439年)始，魏太武帝聽到曇無讖的名聲，要求沮渠蒙遜將他送到長安，沮渠蒙遜於是殺害他。《魏書》與《北史》：「…曇無讖以男女雙身法教授婦女，蒙遜諸女、媳婦皆往受法。蒙遜不遣，遂揭發此事，拷訊殺之。…」

#### 梁高僧傳
《高僧傳》、《魏書》與《出三藏記集》說因曇無讖執意要西行求《涅槃經》後分，宋元嘉十年(北涼義和三年/公元433年)沮渠蒙遜遣刺客於路殺之、讖春秋四十九。

。

## 所譯經典
《大般涅槃经》《大方等大集經》 《大方等大雲經（大方等無想經）》 《悲華經》 《菩薩地持經》 《優婆塞戒經》 《金光明經》四卷 《海龍王菩薩戒本》

## 外部連結
- 曇無讖（全文）